# Milena Górska
Milena Górska (ur. 11 stycznia 2003 r. w Warszawie) – polska gimnastyczka artystyczna, zawodniczka UKS PM Syrena Warszawa.

## Kariera
W 2017 roku wzięła udział na mistrzostwach Europy w Budapeszcie, zajmując w układzie zbiorowym juniorek 11. miejsce. W składzie drużyny były także Natalia Wiśniewska, Kornelia Pacholec, Wiktoria Malec, Alicja Dobrołęcka i Małgorzata Roszatycka.
Na mistrzostwach świata w 2019 roku w Baku razem z Aleksandrą Majewską, Aleksandrą Wlaźlak, Julią Chochół i Alicją Dobrołęcką  zajęła 15. miejsce w układzie z pięcioma piłkami oraz 17. – w układzie z trzema obręczami i dwoma parami maczug. W klasyfikacji wieloboju zostały sklasyfikowane na 18. pozycji.
W 2020 roku zajęła 3.miejsce na Indywidualnych Mistrzostwach Polski w Warszawie.  W finale układu z obręczą oraz układu ze wstążką również uplasowała się na 3. miejscu.
Na Drużynowych Mistrzostwach Polski drużyna UKS Pałac Młodzieży w Warszawie w składzie Milena Górska i Paula Mochtak zdobyła srebrny medal w klasie Mistrzowskiej na rok 2020.
Milena Górska wraz z innymi Reprezentantkami Polski w gimnastyce artystycznej zdobyły złoty medal w Pucharze Świata w Atenach. Triumfowały w układzie z trzema wstążkami i dwoma piłkami.